# 瑞梅勒 (厄尔省)
瑞梅勒（法語：Jumelles，法語發音：[ʒymɛl] ⓘ）是法国厄尔省的一个市镇，属于埃夫勒区。

## 地理
瑞梅勒（48°54'55"N, 1°12'30"E）面积7.29 平方千米，位于法国诺曼底大区厄尔省，该省份为法国北部内陆省份，北起滨海塞纳省，西接奧恩省和卡爾瓦多斯省，南至厄尔-卢瓦省，东临瓦兹省、瓦兹河谷省和伊夫林省。
与瑞梅勒接壤的市镇（或旧市镇、城区）包括：莱索蒂约、沙维尼-巴约勒、拉福雷迪帕尔克、格罗瑟夫尔。

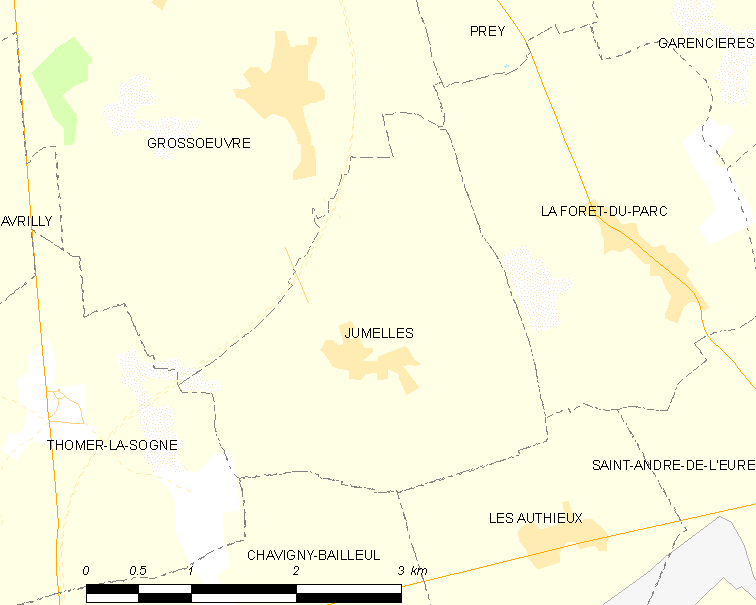
的OSM定位图

瑞梅勒的时区为UTC+01:00、UTC+02:00（夏令时）。

## 行政
瑞梅勒的邮政编码为27220，INSEE市镇编码为27360。

## 政治
瑞梅勒所属的省级选区为圣安德烈德勒尔县。

## 人口

1962-2008年间人口变化图示

瑞梅勒于2022年1月1日时的人口数量为327人。